# Bandera de la Rebelión árabe
La bandera de la Rebelión árabe o bandera del Hiyaz es una bandera tricolor formada por franjas proporcionales horizontales y por un triángulo isósceles invertido a la izquierda, ostentando los colores panárabes. La bandera fue utilizada como símbolo por primera vez en la Rebelión árabe de 1916 y posteriormente por la Casa hachemí y por los reinos gobernados por ésta. Aunque la revuelta tuvo un alcance limitado, habiendo sido llevada a cabo por los británicos en lugar de por los propios árabes, la bandera influyó en las banderas de algunos Estados árabes emergentes al término de la Primera Guerra Mundial, para luego influir en las divisas de los países árabes actuales.
Una bandera de la revuelta de 40 m de largo por 20 m de ancho ondea en el Asta de Aqaba, el quinto más alto del mundo con 137 m de altura, ubicado en Jordania.

## Historia

### Orígenes
Hay varias hipótesis sobre el diseñador de la bandera; se sugiere que el diplomático británico Mark Sykes diseñó la divisa en 1916 con el objetivo de incitar al nacionalismo en la región y poder dar lugar a una revuelta dentro del Imperio otomano, que estaba en guerra contra el Reino Unido en el contexto de la Primera Guerra Mundial. Otra hipótesis propone que Husayn ibn Ali quien fue líder de la revolución de 1916 y último jerife de La Meca, creó la bandera con el mismo propósito para luego poder crear un estado árabe unificado independiente de los otomanos en la península arábiga. 
También hay controversia en torno a los orígenes de los colores de la bandera. Hay dos teorías que intentan explicar los orígenes de los mismos:

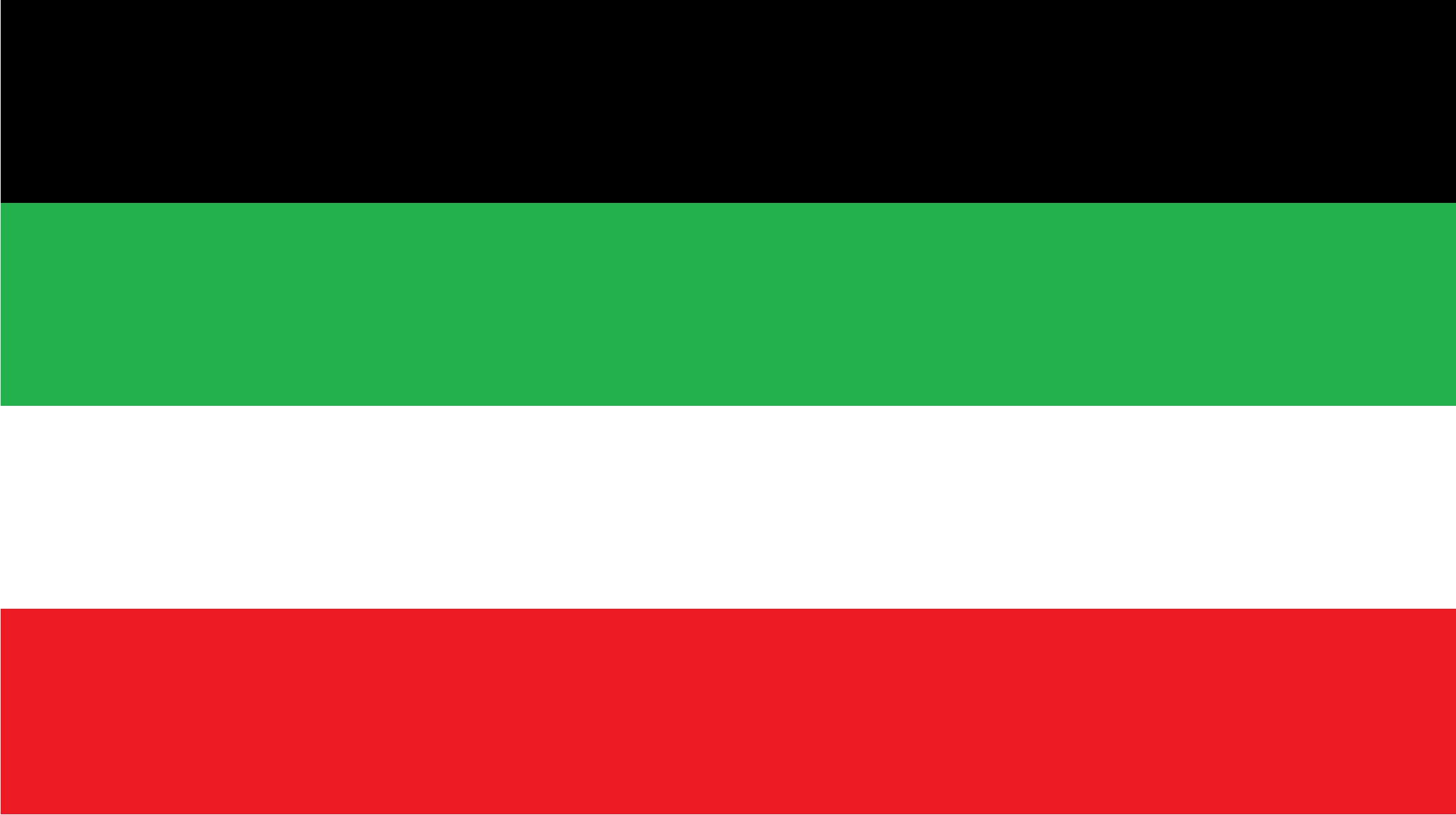
La bandera adoptada por el Club de Literatura Árabe en 1909.

- Durante una reunión del Club de Literatura Árabe en Estambul en 1909 se decidió tomar como emblema del mismo una bandera con cuatro líneas proporcionales horizontales de color negro, verde, blanco y rojo cada una. Estos colores habían sido tomados de un poema de Safi Al-Din Al-Hilli en el cual dice que «el blanco es nuestros hechos, el negro nuestras batallas, el verde nuestros campos y el rojo nuestras espadas». Es probable que tanto ibn Ali como Sykes se hayan inspirado en esa bandera para diseñar la divisa de la revuelta.
- También hay quienes afirman que provienen de los colores utilizados por los califatos islámicos a lo largo de la historia: el negro fue utilizado por el Califato Abasí, el verde por el Califato Fatimí y el blanco por el Califato Omeya, mientras que el rojo hace referencia a «la revolución y la liberación», pero luego se convirtió en característico de los hachemitas, un clan participante en la rebelión que luego formó una casa real.

### Los hachemitas

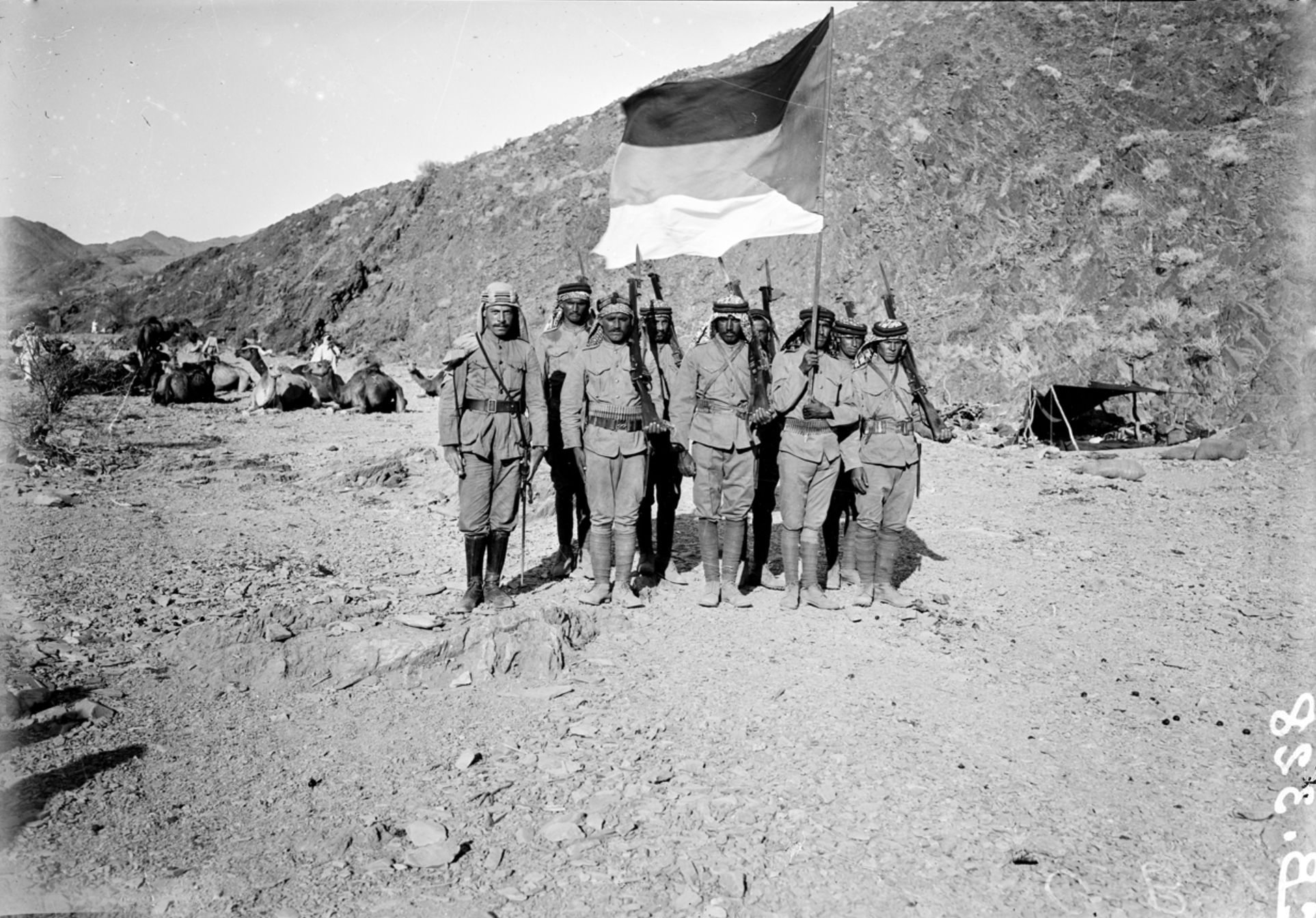
Rebeldes árabes de la sublevación de 1916 portando una Bandera del Hiyaz.

Los hachemitas, un clan de la tribu Quraysh, eran aliados de los británicos en el conflicto contra la Sublime Puerta y ostentaban el título de jerifes de La Meca desde la Edad Media. Por su ayuda en la Gran Guerra, les concedieron territorios en el suroeste de Arabia y paulatinamente aumentaron su influencia en la región para luego fundar los reinos de Hiyaz, Irak, Transjordania y Siria, adoptando banderas variantes a la de la revuelta. El reino de Siria se disolvió luego unos meses de existencia en 1920, los hachemitas fueron derrocados en Hiyaz por la Casa de Saud en 1925 y en Irak en 1958 por un golpe de Estado, solo conservaron el poder en Jordania. No obstante es clara la influencia de la bandera en las divisas de los países árabes actuales, así hayan sido gobernados por los hachemitas o no.

## Galería

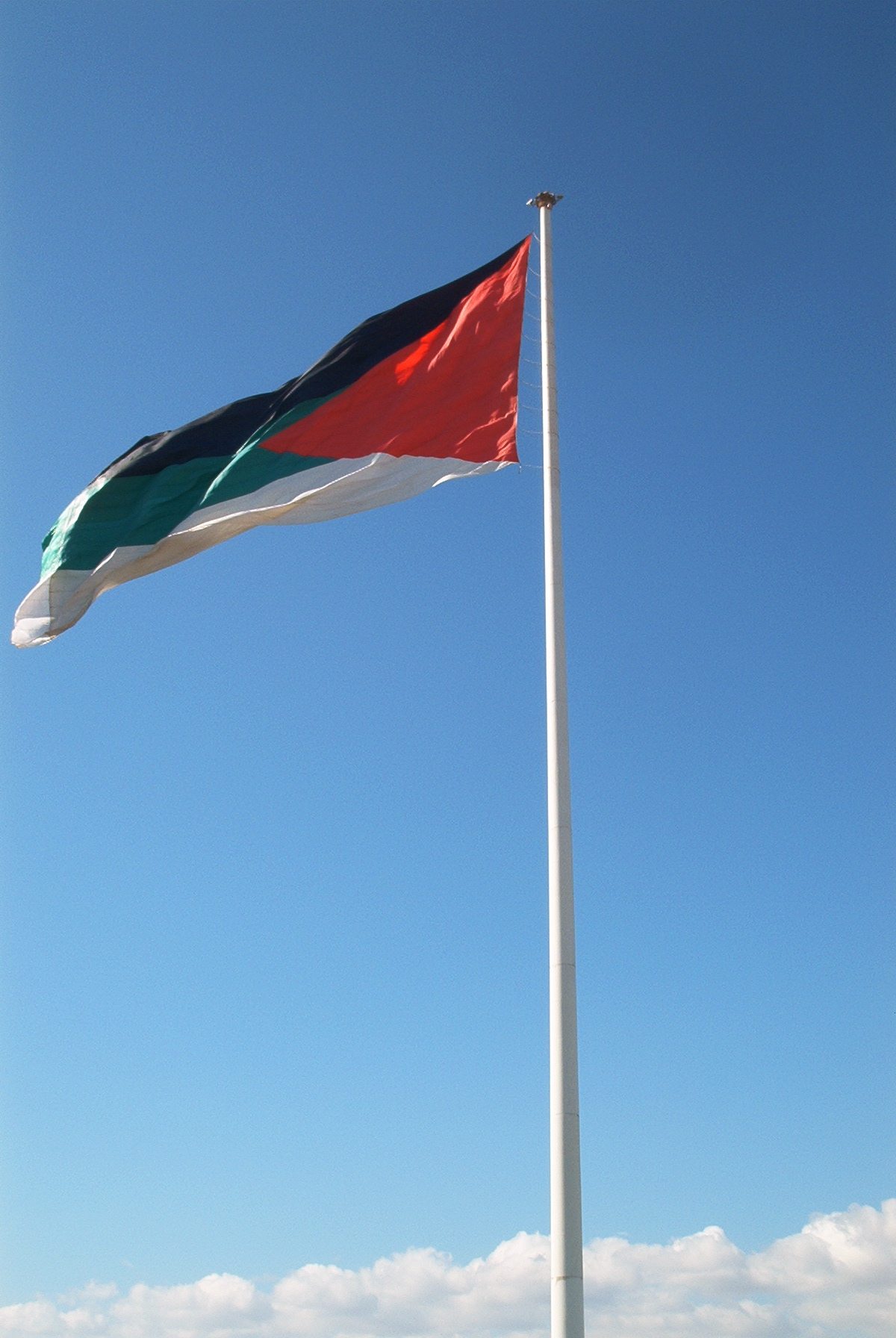
El Asta de Aqaba, el quinto más alto del mundo, con la bandera de la revuelta izada.
Bandera del reino del Hiyaz, idéntica a la bandera de la revolución.
Bandera del Reino del Nejd y del Hiyaz con la Casa de Saud en el poder.
Bandera del Mandato británico de Mesopotamia y del Reino de Irak.
Bandera del Emirato de Transjordania y de la actual Jordania.
Bandera de los Emiratos Árabes Unidos.
Bandera utilizada por el Estado de Palestina.
Bandera de la República Árabe Saharaui Democrática (Sahara Occidental).
Segunda bandera del Mandato Francés de Siria
Primera bandera de la República Árabe Siria.
Bandera del Estado de Kuwait.
Bandera de Sudán.